# Vladimir Vargas
Vladimir Vargas (Ciudad de Panamá, Panamá, 23 de julio de 1980) es un exfutbolista panameño. Jugó como guardameta en la Liga Panameña de Fútbol. Actualmente es el Preparador de Porteros del San Francisco FC de la Liga Panameña de Fútbol.

## Clubes

### Como jugador
| Club             | País   | Año         |
| ---------------- | ------ | ----------- |
| Panamá Viejo FC  | Panamá | 2000 - 2001 |
| CD Plaza Amador  | Panamá | 2002 - 2014 |
| San Francisco FC | Panamá | 2014 - 2017 |
| CD Centenario    | Panamá | 2018        |
| CD Universitario | Panamá | 2018 - 2019 |
| SD Panamá Oeste  | Panamá | 2020 - 2021 |

### Preparador de arqueros
| Club             | País   | Año         | Entrenador        |
| ---------------- | ------ | ----------- | ----------------- |
| CD Árabe Unido   | Panamá | 2022 − 2023 | Julio Dely Valdés |
| San Francisco FC | Panamá | 2024 - act. | Gary Stempel      |

## Campeonatos nacionales
| Título                | Club             | País   | Año  |
| --------------------- | ---------------- | ------ | ---- |
| Anaprof 2000-01       | Panama Viejo FC  | Panamá | 2001 |
| Anaprof Clausura 2002 | Plaza Amador     | Panamá | 2002 |
| Apertura 2005         | Plaza Amador     | Panamá | 2005 |
| Apertura 2014         | San Francisco FC | Panamá | 2014 |
| Clausura 2021         | SD Panamá Oeste  | Panamá | 2021 |

- Datos: Q9094672